# Pukotina (geologija)
Pukotina je mehanički diskontinuitet stijenske mase, planarna deformacijska struktura u stijeni, koja nastaje kao rezultat loma. Od rasjeda se razlikuju po tome što se smatra da se po pukotinama nije kretala stijenska masa.
Prema načinu postanka, pukotine se dijele na: endokinetičke (primarne) i egzokinetičke (sekundarne, tektonske). Egzokinetičke pukotine se, dalje, dijele na: vlačne, tlačne i smične.
- Vlačne (tenzijske) pukotine su u teorijskom slučaju orijentirane okomito na najkraću os elipsoida naprezanja (ravan maksimalne tenzije).
- Tlačne (kompresijske) ili stilolitske pukotine orijentirane su okomito na najdulju os elipsoida naprezanja (ravan maksimalne kompresije).
- Smične (klizne) pukotine nastaju u tzv. kliznim ravnima h0l, koje s osima maksimalne tenzije i kompresije teoretski zaklapaju kut od 45° (u prirodi je to obično kut od 30°). Uvijek se javljaju u formi konjugiranih parova, koje čine dvije, kinematski kompatibilne smične pukotine.